# Евренсекиз
Евренсекиз (на турски: Evrensekiz) е белде - селище-център на община в Източна Тракия, Турция, вилает Лозенград. Най-близък град в административни отношения е Люлебургаз, на 12 километра. Южно от селото тече река Ахметбей дере, а северозападно е разположен язовир Евренсекиз.

#### Джамии в Евренсекиз[1]
- Централна
- Кошукавак
- Фатих